# Гоутен (Нью-Йорк)
Гоутен (англ. Houghton) — переписна місцевість (CDP) в США, в окрузі Аллегені штату Нью-Йорк. Населення — 1488 осіб (2020).

## Географія
Гоутен розташований за координатами 42°25′42″ пн. ш. 78°10′21″ зх. д. / 42.42833° пн. ш. 78.17250° зх. д. (42.428256, -78.172561).  За даними Бюро перепису населення США в 2010 році переписна місцевість мала площу 6,45 км², з яких 6,42 км² — суходіл та 0,03 км² — водойми.

## Демографія
Згідно з переписом 2010 року, у переписній місцевості мешкали 1693 особи в 241 домогосподарстві у складі 166 родин. Густота населення становила 263 особи/км².  Було 278 помешкань (43/км²).
Расовий склад населення:
| - 91,4 % — білих - 4,5 % — азіатів - 2,1 % — чорних або афроамериканців - 0,2 % — корінних американців |

До двох чи більше рас належало 1,6 %. Частка іспаномовних становила 1,9 % від усіх жителів.
За віковим діапазоном населення розподілялося таким чином: 10,2 % — особи молодші 18 років, 79,3 % — особи у віці 18—64 років, 10,5 % — особи у віці 65 років та старші. Медіана віку мешканця становила 21,1 року. На 100 осіб жіночої статі у переписній місцевості припадало 67,5 чоловіків;  на 100 жінок у віці від 18 років та старших — 64,3 чоловіків також старших 18 років.
Середній дохід на одне домашнє господарство  становив 60 756 доларів США (медіана — 51 042), а середній дохід на одну сім'ю — 78 424 долари (медіана — 71 429). Медіана доходів становила 39 861 долар для чоловіків та 32 083 долари для жінок. За межею бідності перебувало 11,9 % осіб, у тому числі 12,9 % дітей у віці до 18 років та 0,0 % осіб у віці 65 років та старших.
Цивільне працевлаштоване населення становило 805 осіб. Основні галузі зайнятості: освіта, охорона здоров'я та соціальна допомога — 64,5 %, мистецтво, розваги та відпочинок — 11,3 %, роздрібна торгівля — 4,1 %, виробництво — 2,6 %.